# Idaea dromikos
Idaea dromikos is een vlinder uit de familie spanners (Geometridae). De wetenschappelijke naam is voor het eerst geldig gepubliceerd in 2004 door Hausmann.
De soort komt voor in Europa.